# Desmatogaster subconnata
Desmatogaster subconnata är en skalbaggsart som först beskrevs av Henry Clinton Fall 1920.  Desmatogaster subconnata ingår i släktet Desmatogaster och familjen trägnagare. Inga underarter finns listade i Catalogue of Life.